# Rhantus alluaudi
Rhantus alluaudi är en skalbaggsart som beskrevs av Peschet 1910. Rhantus alluaudi ingår i släktet Rhantus och familjen dykare. Inga underarter finns listade i Catalogue of Life.